# Таго, Дэниел
Дэниел Нии Арма Таго (англ. Daniel Nii Armah Tagoe; 3 марта 1986, Аккра, Гана) — ганско-киргизский футболист, защитник клуба «Дордой». Игрок сборной Кыргызстана.

## Биография
Принц ганского племени «Га тайбе», играл с 12 лет за команды Eleven Stoppers и Dansoman Unite. Первый профессиональный клуб — «Берекум Арсенал» (2003—2005). По словам Таго, его агент получил приглашение из России, и он перешёл в клуб «КАМАЗ». По словам Сергея Дворянкова, тренировавшего московский любительский клуб «КАМАЗ», Таго и его друг Дэвид Тетте жили в общежитии РУДН и пришли на просмотр в его команду. При этом в ряде источников указывается, что они играли за «КАМАЗ» из города Набережные Челны. В 2007 году Таго вслед за Дворянковым перешёл в киргизский клуб «Дордой». 30 августа 2016 года перешёл в бахрейнский клуб «Аль-Хала», в декабре 2016 подписал двухлетний контракт с «Дордоем».
Принял гражданство Кыргызстана и с 2014 года выступает за сборную страны. Участник Кубка Азии 2019 года, на турнире сыграл 2 матча.

## Личная жизнь
Жена Эльнура Орозбаева (с октября 2015), дочь Данэлия (род. апрель 2016).

## Достижения
- Чемпион Кыргызстана (6): 2007, 2008, 2009, 2011, 2012, 2014.
- Обладатель Кубка Кыргызстана (4): 2008, 2010, 2012, 2014.
- Обладатель Кубка президента АФК (1): 2007.
- Вице-чемпион Кубка президента АФК (3): 2008, 2009, 2010.
- Лучший футболист Кыргызстана (2009)